# 柏戸宗五郎 (天保)
柏戸 宗五郎（かしわど そうごろう、寛政3年（1791年）/ 寛政5年（1793年） - 天保13年11月17日（1842年12月18日））は、下野国（現在の栃木県）出身の元大相撲力士。

## 来歴
現在の栃木県小山市鏡出身。本名は木村宗五郎。
文化7年（1810年）、4代伊勢ノ海（大関・柏戸宗五郎）の伊勢ノ海部屋に入門。入門時は鏡嶋の四股名を名乗り、文政8年（1825年）10月場所では外ヶ濱の四股名で入幕。文政13年（1830年）、師匠の5代伊勢ノ海（大関・柏戸利助）の死没に伴い、同年3月場所より四股名を部屋伝来の柏戸に改めるとともに、二枚鑑札で部屋の師匠を兼ねる。
最高位は天保3年（1832年）の前頭2枚目。天保6年（1835年）1月場所、引退とともに6代伊勢ノ海を襲名して年寄専任となる。
弟子には大関・秋津風音右エ門、関脇・黒岩壽太郎、3代柏戸宗五郎などがいる。
天保13年11月17日（1842年12月18日）没。行年数え50。

## 主な成績
- 現役在位場所数：49場所
- 通算成績：73勝76敗62休7分8預1無（二段目10枚目以上）
- 幕内在位：19場所
- 幕内成績：48勝55敗62休6分4預1無

### 場所別成績
| 1810年 | x                       | （前相撲）               |
| 1811年 | 東序ノ口29枚目 –        | 東序ノ口31枚目 –         |
| 1812年 | 東序ノ口2枚目 –         | 東序二段30枚目 –         |
| 1813年 | 東序二段22枚目 –        | 東序二段25枚目 –         |
| 1814年 | 西序二段28枚目 –        | 西序二段8枚目 –          |
| 1815年 | 東三段目21枚目 –        | 東三段目11枚目 –         |
| 1816年 | 東三段目5枚目 –         | 東三段目2枚目 –          |
| 1817年 | 東三段目筆頭 –          | 東三段目筆頭 –           |
| 1818年 | 東幕下21枚目 –          | 東幕下17枚目 –           |
| 1819年 | 東幕下17枚目 –          | 東幕下18枚目 –           |
| 1820年 | 東幕下13枚目 –          | 東幕下13枚目 –           |
| 1821年 | 東幕下12枚目 –          | 東幕下10枚目 0–0         |
| 1822年 | 東幕下10枚目 5–3        | 東幕下8枚目 1–3 1預      |
| 1823年 | 東幕下9枚目 3–3 1預     | 東幕下10枚目 5–4 1預     |
| 1824年 | 東幕下5枚目 1–3         | 東幕下3枚目 5–3 1分      |
| 1825年 | 東幕下筆頭 5–2 1預      | 東前頭8枚目 3–4–1 1預1無 |
| 1826年 | 東前頭8枚目 2–2–5 1分   | 東前頭7枚目 4–3–3        |
| 1827年 | 東前頭7枚目 0–2–5       | 西前頭4枚目 3–2–1        |
| 1828年 | 西前頭6枚目 5–0–4 1分   | 東前頭3枚目 4–4–1 1預    |
| 1829年 | 東前頭3枚目 2–4–1       | 東前頭3枚目 3–4–2 1預    |
| 1830年 | 東前頭3枚目 3–3–4       | 東前頭3枚目 3–2–3 2分    |
| 1831年 | 東前頭3枚目 5–2–3       | 東前頭3枚目 2–4–1 1分    |
| 1832年 | x                       | 東前頭2枚目 1–6–2 1分    |
| 1833年 | 東前頭4枚目 3–3–4       | 東前頭4枚目 1–5–1 1分    |
| 1834年 | 東前頭4枚目 0–2–8       | 東前頭3枚目 4–3–3        |
| 1835年 | 東前頭6枚目 引退 0–0–10 | x                        |
| 各欄の数字は、「勝ち-負け-休場」を示す。 優勝 引退 休場 十両 幕下 三賞：敢=敢闘賞、殊=殊勲賞、技=技能賞 その他：★=金星 番付階級：幕内 - 十両 - 幕下 - 三段目 - 序二段 - 序ノ口 幕内序列：横綱 - 大関 - 関脇 - 小結 - 前頭（「#数字」は各位内の序列） |                         |                          |

- 当時は十両の地位が存在せず、幕内のすぐ下が幕下であった。番付表の上から二段目であるため、現代ではこの当時の幕下は、十両創設後現代までの十両・幕下と区別して二段目とも呼ぶ。
- 二段目11枚目以下の地位は小島貞二コレクションの番付実物画像による。

## 改名歴
- 鏡嶋 長八 （かがみしま ちょうはち） - 1811年2月場所
- 外ヶ濱 浪五郎 （そとがはま なみごろう） - 1811年11月場所 - 1829年10月場所
- 柏戸 宗五郎 （かしわど そうごろう） - 1830年3月場所 - 1835年1月場所